# 긴바라 지에코
킨바라 치에코(일본어: 金原 千恵子, 1964년 ~)는 일본의 바이올린 연주자이며, 쓴쿠, 다이시 댄스, DJ 오카와리 등, 일본의 여러 음악가들과의 협업으로 유명하다.

## 앨범

### 싱글 앨범
- 《A Espera Remixes EP》 (2002)
- 《TRY A LITTLE LOVE FEATURING BLAZE》 (2004)

### 정규 앨범
- 《Silence》 (2001)
- 《A Espera》 (2002)
- 《PARADISE》 (2004)
- 《STRINGS OF LIFE》 (2006)
- 《LOVE&RESPECT》 (2006)
- 《SWEETEST DAY～ROMANCE FOR STRINGS》 (2008)
- 《VELVET NIGHT～PRAY FOR STRINGS》 (2008)